# Юния Калвина
Юния Калвина (на латински: Iunia Calvina; * 25; † сл. 79) е римска сенаторска дъщеря.

## Биография
Дъщеря е на Марк Юний Силан Торкват (консул 19 г.) и Емилия Лепида, правнучка на Август. Сестра е на Децим Юний Силан Торкват (консул 53 г.), Луций Юний Силан (претор 48 г.), Марк Юний Силан (консул 46 г.), Юния Силана и Юния Лепида.
През 46/47 Юния Калвина се омъжва за Луций Вителий (консул 48 г.), брат на император Авъл Вителий. През 49 г. се развежда и е изгонена от Италия.
Спомената е в намерения в Тиволи/Тибур надгробен надпис на нейната робиня Тиранис, съпруга на Тимел:
| „ | Calviniae / M(arci) Silani fil(iae) / delicio(!) / Iuniae Sp(uri) f(iliae) Tyrannidi / uxori optumae / C(aius) Albius Livillae l(ibertus) / Thymelus Herc(ulaneus) / Augustalis | “ |